# Religioni abramitiche
Le religioni abramitiche sono quelle che rivendicano Abramo (in ebraico "Abraham" אַבְרָהָם,; in Arabo "Ibrahim" ابراهيم) come origine o parte della loro storia sacra.
Il concetto di religioni abramitiche si è sviluppato ed è divenuto di uso comune solo fra la fine del XX e l'inizio del XXI secolo per offrire un'alternativa ad altre denominazioni considerate superate o meno accurate come "religioni monoteiste" o "religioni del Libro" per indicare l'Ebraismo, il Cristianesimo e l'Islam. Altri grandi raggruppamenti religiosi sono le religioni dharmiche e le religioni taoiche.
Il concetto di "religione abramitica" è controverso. È nota presso gli storici delle religioni la teoria e prassi teologica della "tolleranza all'indietro", per cui un Bahá'í riconosce sia l'Ebraismo sia il Cristianesimo che l'Islam come "religione abramitica" e acclude la propria religione al novero delle religioni abramitiche, un musulmano (il concetto di religioni abramitiche è di origine islamica) riconosce come abramitiche Ebraismo, Cristianesimo e la propria religione, ma esclude i Bahá'í, alcuni cristiani parlano così solo di "tradizione giudaico-cristiana", mentre gli ebrei osservanti non riconoscono, almeno dal punto di vista teologico, nessuno dei "fratelli minori".

## Origine del concetto

I simboli delle quattro maggiori religioni abramitiche: cristianesimo, islam, ebraismo e fede Bahá'í

L'espressione "religioni abramitiche" ha la sua origine negli studi francesi d'islamologia, ed è stata creata da Louis Massignon, che nel saggio Les trois prières d'Abraham, parla di «cultes abrahamiques» riferendosi all'Ebraismo, al Cristianesimo ed all'Islamismo.
Nel 1950 Massignon introduce «religions abrahamiques»:
("Les Sept Dormants", Apocalypse de l'Islam, in Analecta Bollandiana, Bruxelles, vol. 58, pp. 245-260, estratto tratto da pagina 258.)
Nel 1953 Massignon scrive:
(L'Islam et le témoignage du croyant, Esprit, n. 206, settembre 1953, pp. 378-388, estratto tratto da pag. 386.)
Nel 1955 “religions abrahamiques” è utilizzato anche da Émile Dermenghem (1892-1971).

## Altre religioni che si richiamano ad Abramo

### La Fede Bahá'í
Oltre alle tre religioni abramiche tradizionali - Ebraismo, Cristianesimo e Islam -, nello Stato di Israele, è presente anche una quarta religione con carattere profetico: la Fede bahá'í. Questa religione possiede i propri luoghi santi e Istituzioni amministrative nel territorio israeliano.  Come osserva lo studioso Alessandro Bausani nel suo libro Persia Religiosa  (p.468) “Così per un singolare destino la Palestina veniva ad essere terra santa, dopo l’ebraismo, il cristianesimo, e l’Islam, anche per una quarta religione profetica”. 
Questo status è dovuto al fatto che nel 1892, a Bahji, nei pressi di San Giovanni d'Acri, (oggi Akko), morì in esilio e prigionia Bahá’u’lláh, fondatore della Fede bahá'í, e lì fu sepolto. Il suo Mausoleo situato a Bahji, è considerato il luogo più sacro per i fedeli bahà'í di tutto il mondo. e meta di pellegrinaggio.
Bahá'u'llá, il cui nome significa "La Gloria di Dio!", è riconosciuto dai bahá'í come Manifestazione divina e portatore di un messaggio universale di unità spirituale dell'umanità. Egli affermava di discendere da Abramo tramite un figlio avuto dalla sua terza moglie, Ketura rafforzando così l'identificazione della Fede bahá'í come religione di origine abramica. 

### Altre
Oltre all'Ebraismo, al Cristianesimo, all'Islam e alla Fede baha'i, vi è un gran numero di religioni abramitiche (o che pretendono di essere tali) minori. Fra queste ricordiamo:
- di origine ebraica: il Samaritanesimo;
- di origine cristiana: 1) i Testimoni di Geova, 2) il Mormonismo, 3) l'Avventismo, 4) l'Unitarianismo, 5) l'Unificazionismo, 6) il Mandeismo e 7) il Rastafarianesimo;
- di origine islamica: 1) lo Yazidismo, 2) il Drusismo, 3) l'Alauitismo (o Nusayrismo).

Queste religioni hanno diffusione limitata e, per lo più, carattere locale. Le religioni abramitiche, contando i due miliardi e mezzo circa di cristiani, il miliardo e mezzo circa di musulmani, i 14 milioni di persone di religione ebraica, i sette milioni di baha'i e il gran numero di religioni minori, sono osservate dalla maggioranza della popolazione del mondo.
Testimoni di Geova, Mormoni, Avventisti e Unitariani sono anche classificati come Cristiani Restaurazionisti, una quinta corrente rispetto a Cattolici, Ortodossi, Anglicani e Protestanti di cui farebbero parte anche altre sette meno importanti e radicate. Dato che però negano la divinità di Gesù Cristo, la definizione di "Cristiani" non può che essere intesa lato sensu, ovvero impropriamente, come dimostra il fatto che le altre quattro grandi diramazioni del Cristianesimo non li considerano "cristiani" e non li riconoscono come tali.
Ci sono infine tendenze a distinguere l'Evangelicalismo e/o l'Anabattismo dal resto del Protestantesimo: a quel punto le correnti cristiane arriverebbero a sette (Cattolici, Ortodossi, Anglicani, Evangelici, Protestanti, Anabattisti, Restaurazionisti).

## Caratteristiche

### Concetti fondamentali
La Bibbia narra che Abramo distrusse gli idoli della casa del padre e propugnò l'idea del Dio unico, creatore, giudice, non conoscibile, onnipotente ed eterno. Funzionale a questo concetto è quello del Dio che stabilisce le leggi cui gli uomini si devono attenere - concetto già precedentemente espresso nella Bibbia con i comandamenti Noachici (sostanzialmente, un corpus di leggi destinate alla protezione della persona, della proprietà e dei rapporti personali) e che sarà più avanti formalizzato con i Dieci Comandamenti e il corpus juris costituito dalla Torah, dettati appunto da Dio a Mosè durante l'Esodo. Questi concetti di base sono strettamente osservati nelle religioni ebraica e islamica, mentre sono interpretati in modo trascendente nella religione cristiana.

### Punti in comune
Fra i punti di contatto tra le religioni abramitiche, oltre la comune discendenza da Abramo, vi è la "regola d'oro" (fra l'altro non esclusiva delle religioni abramitiche, ma presente anche in altre tradizioni e culture).
Ecco tre esempi dalle principali religioni abramitiche (Ebraismo, Cristianesimo e Islam):
- Rabbi Hillel (Shabbat 31a): «non fare agli altri quello che non vuoi che essi facciano a te»;
- Gesù (Mt 7,12, Lc 6,31): «tutto quanto volete che gli uomini facciano a voi, anche voi fatelo a loro»;
- Muhammad (40 ʾaḥādīthe di an-Nawawi 13): «nessuno di voi è un credente fino a quando non desidera per il suo fratello quello che desidera per sé stesso».

Le religioni abramitiche non esauriscono il gruppo delle religioni monoteiste, dato che esistono religioni monoteiste non abramitiche, come lo Zoroastrismo e il Sikhismo, ma ne costituiscono il nucleo centrale e il gruppo più numericamente rilevante.

### La posizione del cristianesimo
Il concetto di religione abramitica presenta delle ambiguità nell'ambito del Cristianesimo. Esso infatti riconosce pienamente la rivelazione ebraica, di cui ritiene la predicazione di Gesù una prosecuzione, mentre non accetta Maometto, le cui rivelazioni sono in vari punti in contrasto con quelle evangeliche, anche se non mancano punti di contatto.
Tuttavia il riferimento ad Abramo come "padre comune della fede" delle tre religioni ha avuto ultimamente una certa fortuna in ambito cristiano, soprattutto in considerazione dei conflitti religiosi recenti e del fatto che piccole comunità cristiane risiedono storicamente in aree a forte presenza islamica. Il riferimento ad Abramo è quindi considerabile come un punto d'incontro culturale per evitare scontri ideologici più che un concetto teologico sviluppato, anche se non mancano in ambito cristiano tentativi di vedere l'attuale situazione religiosa in relazione alle promesse fatte dal Signore ad Abramo di una numerosa discendenza.

## Confronto fra i temi fondamentali

### Fondazione
1. Giudaismo: Abramo visse attorno al 2000 a.C., ma il giudaismo istituzionalizzato e organizzato, nasce da Mosè;
2. Cristianesimo: 28 d.C. (probabile inizio dell'attività pubblica di Gesù), che sostiene di essere la continuazione legittima del Giudaismo;
3. Islam: 610 d.C. (rivelazione a Maometto), ha una pretesa analoga al Cristianesimo;
4. Bahaismo: 22 maggio 1844 (dichiarazione del Báb), ha una pretesa analoga al Cristianesimo e all'Islam.

### Dio
1. Giudaismo: uno, nome: YHWH (Jahvè);
2. Cristianesimo: uno e trino, nome: YHWH (Jahvè) o Dio Padre, Gesù o Dio Figlio, Spirito Santo o Dio Spirito Santo;
3. Islam: novantanove nomi, il più comunemente usato: Allah;
4. Bahaismo: Dio; Padre Eterno, Uno.

Il nome ebraico di Dio (Dio Padre per i cristiani) cioè Jahvè è considerato sacro e, in linea col secondo comandamento mosaico, pronunciato raramente da giudaici e cristiani.

### Profeti principali
1. Giudaismo: Mosè (precursore: Abramo);
2. Cristianesimo: Gesù Cristo, professato dai cristiani come la seconda Persona della Trinità (precursore: Giovanni Battista);
3. Islam: Maometto;
4. Bahaismo: Bahá'u'lláh (precursore: il Báb);

### Fonti e testi sacri
1. Giudaismo: Bibbia (Tanach), Talmud (e Shulchan Arukh, She'elot u-Teshuvot, Sefer ha-zohar);
2. Cristianesimo: Bibbia (Antico e Nuovo Testamento);
3. Islam: Corano e gli ʾaḥādīth su Maometto;
4. Bahaismo: Libro più Santo e Libro della Certezza.

### Dottrine fondamentali
1. Giudaismo: i dieci comandamenti; i sette precetti Noachici;
2. Cristianesimo: i dieci comandamenti, il comandamento dell'amore, le nove beatitudini;
3. Islam: i cinque pilastri (prassi islamica) e la ʿAqīda (fede islamica);
4. Bahaismo: rivelazione progressiva (e non terminata con Bahá'u'lláh), unità di Dio e del Mondo.

Il comandamento dell'amore riassume i dieci comandamenti, cui corrispondono anche, in gran parte, i sette precetti Noachici.

### Calendario
1. Giudaismo: parte dalla fondazione del Mondo, lunisolare: 12 mesi di 30 e 29 giorni alternati con un 13º mese intercalare per ripristinare la corrispondenza mesi-stagioni;
2. Cristianesimo: parte dalla nascita di Gesù (in realtà avvenuta qualche anno prima), solare: 12 mesi di cui 7 di 31, 4 di 30 e 1 di 28 o 29 giorni; ha l'anno bisestile per ripristinare la corrispondenza mesi-stagioni (un giorno in più il 2º mese); 2 varianti che si differenziano ogni 400 anni: il Calendario gregoriano, che è il calendario dell'ONU e degli organismi sovranazionali, e quello giuliano;
3. Islam: parte dall'Egira nel 622, lunare: 12 mesi di 30 e 29 giorni alternati; la corrispondenza mesi-stagioni non è assicurata né nel breve, né nel lungo periodo; un'importante variante è il Calendario persiano, che parte sempre dall'Egira ma è solare: i primi 6 mesi sono di 31 giorni, i successivi 5 di 30, l'ultimo di 29 o 30 giorni; ha l'anno bisestile (un giorno in più il 12º mese) per ripristinare la corrispondenza mesi-stagioni;
4. Bahaismo: parte dalla Dichiarazione del Bab del 22 maggio 1844, è solare con 19 mesi da 19 giorni con aggiunta di 4 o 5 giorni detto intercalari in base se l'anno è bisestile oppure no, tra il 18º e il 19º mese.

### Escatologia
1) Aldilà:
1. Giudaismo: Gan Eden (il "Giardino dell'Eden" celeste, o Paradiso) e Gehinom (Inferno);
2. Cristianesimo: Paradiso (o "Cielo") e Inferno; i cattolici credono anche nel Purgatorio, comunque temporaneo, inteso anche come stato dell'anima;
3. Islam: Janna (Paradiso) e Jahannam (Inferno);
4. Bahaismo: Paradiso e Inferno, intesi non come luoghi, ma come stati dell'anima.

2) Mondo Futuro o Fine del mondo:
1. Giudaismo: arrivo del Messia e inizio dell'Era messianica;
2. Cristianesimo: seconda venuta di Gesù, il Messia, o parusia e Giudizio Finale, «Cieli nuovi e Terra nuova»;
3. Islam: seconda venuta di Gesù, sua collaborazione con l'imam Mahdi, sua lotta con l'anticristo (Dajjāl) e Giudizio finale;
4. Bahaismo: Bahá'u'lláh ha affermato di essere il ritorno di Cristo e di altre Manifestazioni di Dio del passato. Un Dio unico, Eterno nel passato ed Eterno nel futuro, e un'unica Religione relativa e progressiva, in funzione all'essere umano e alla sua crescita spirituale. <<Poi Iddio disse: "Facciamo l'uomo a nostra immagine, secondo la nostra somiglianza">> (Genesi 1, 26)